# Quercus wutaishanica
Quercus wutaishanica är en bokväxtart som beskrevs av Heirich Mayr. Quercus wutaishanica ingår i släktet ekar, och familjen bokväxter. Inga underarter finns listade i Catalogue of Life.

## Bildgalleri

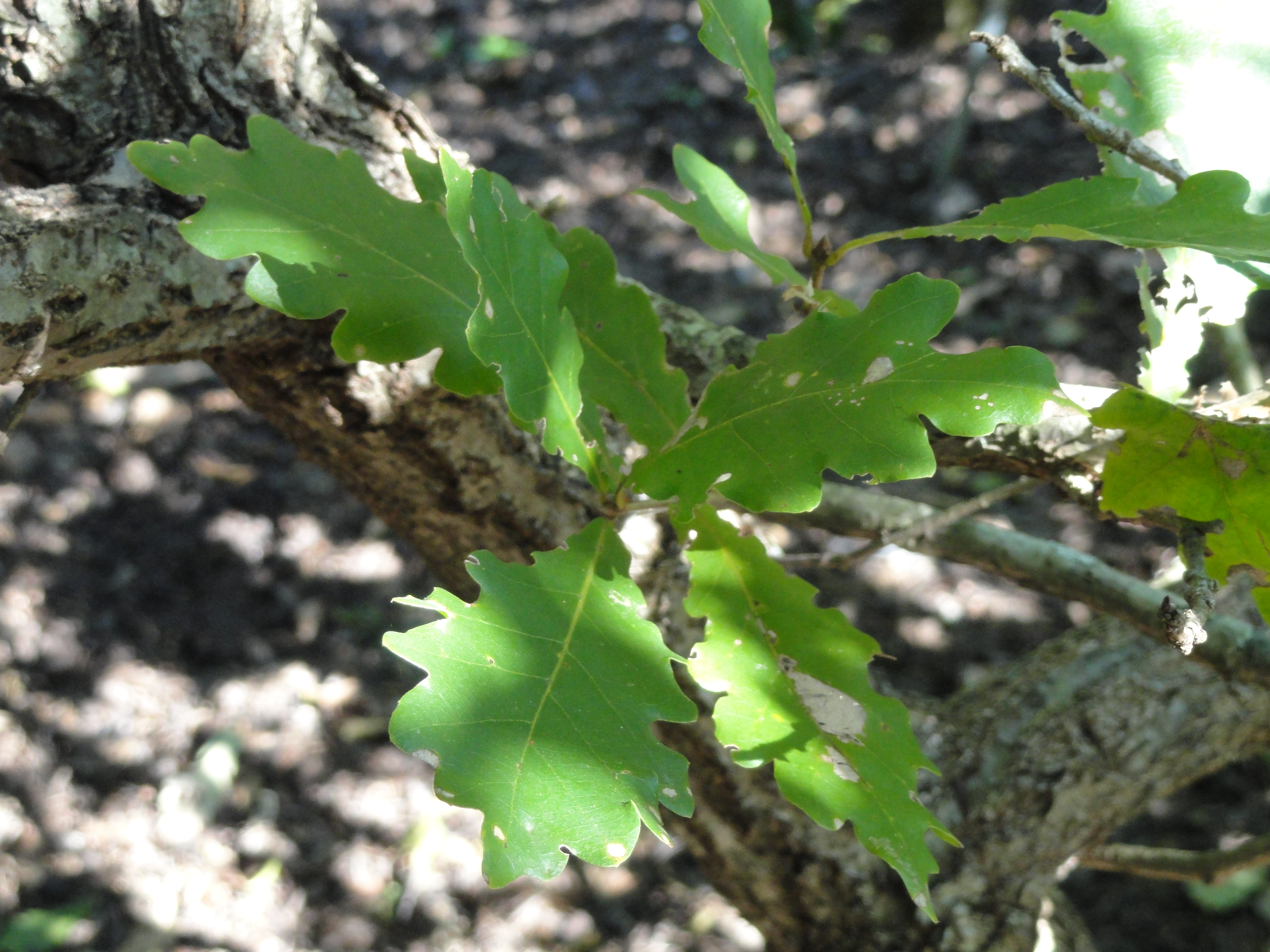